# Parroquia de la Sagrada Familia (Montevideo)
La Iglesia de la Sagrada Familia, cotidianamente conocida Capilla Jackson, es un templo católico uruguayo, ubicado dentro del barrio Aires Puros junto al límite con el barrio Atahualpa, en la ciudad de Montevideo. A la parroquia se puede acceder tanto por la Avenida Luis Alberto de Herrera 4246, como también por la calle Dr. Carlos Vaz Ferreira 3710.
Se trata de una construcción histórica, del año 1870, con un característico estilo gótico.

## Historia
Fue construida en el año 1870 para la familia Jackson, propietarios de la vieja quinta que había pertenecido a Dámaso Antonio Larrañaga. Para dicho proyecto Clara Errazquin Larrañaga de Jackson contrato al arquitecto francés Víctor Rabú para que estuviera a cargo de su construcción.
Dicho templo funcionó como capilla familiar, como también para las familias de los alrededores del hoy Atahualpa. Años más tarde, fue adquirido por la arquidiócesis de Montevideo y finalmente el 16 de abril de 1961 fue consagrado y establecido como iglesia parroquial.
En 1975 fue declarado un Monumento Histórico Nacional.
En 1928 dentro de esta capilla se inician las transmisiones de CX 28 Radio Difusora Jackson (hoy CX8 Radio Sarandí).

## Galería

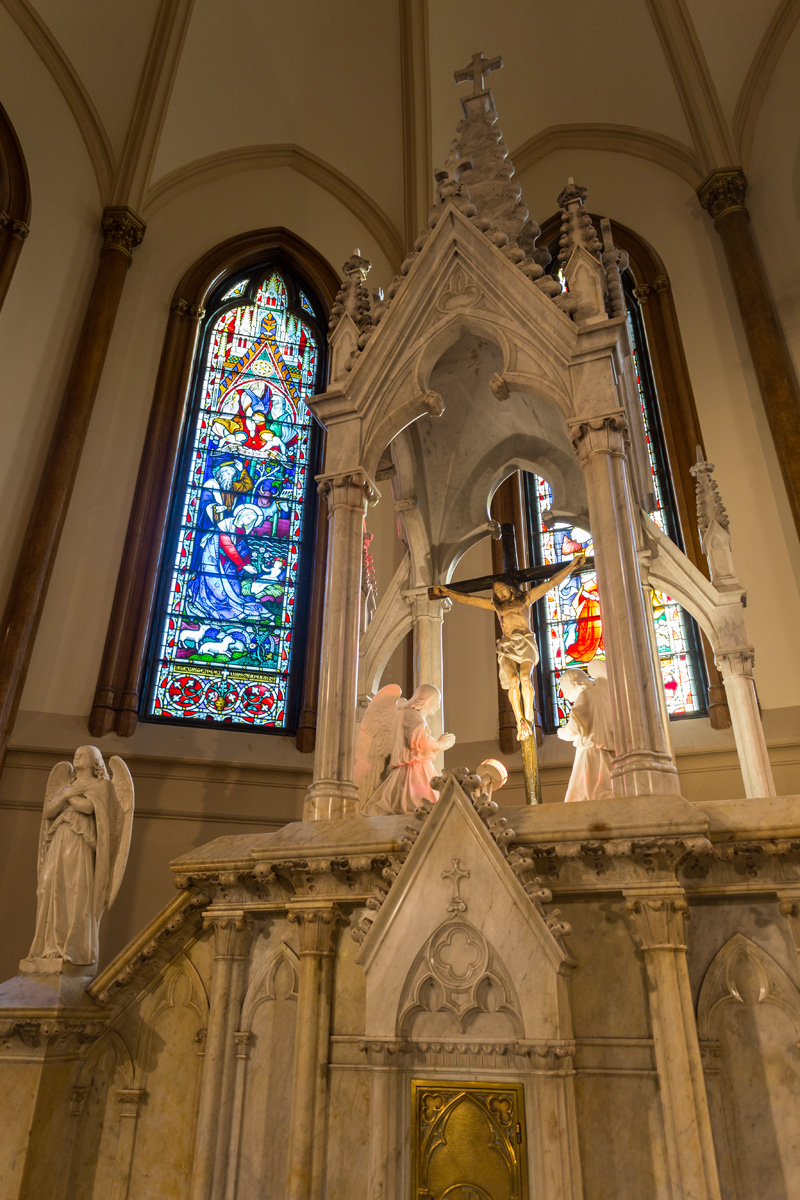
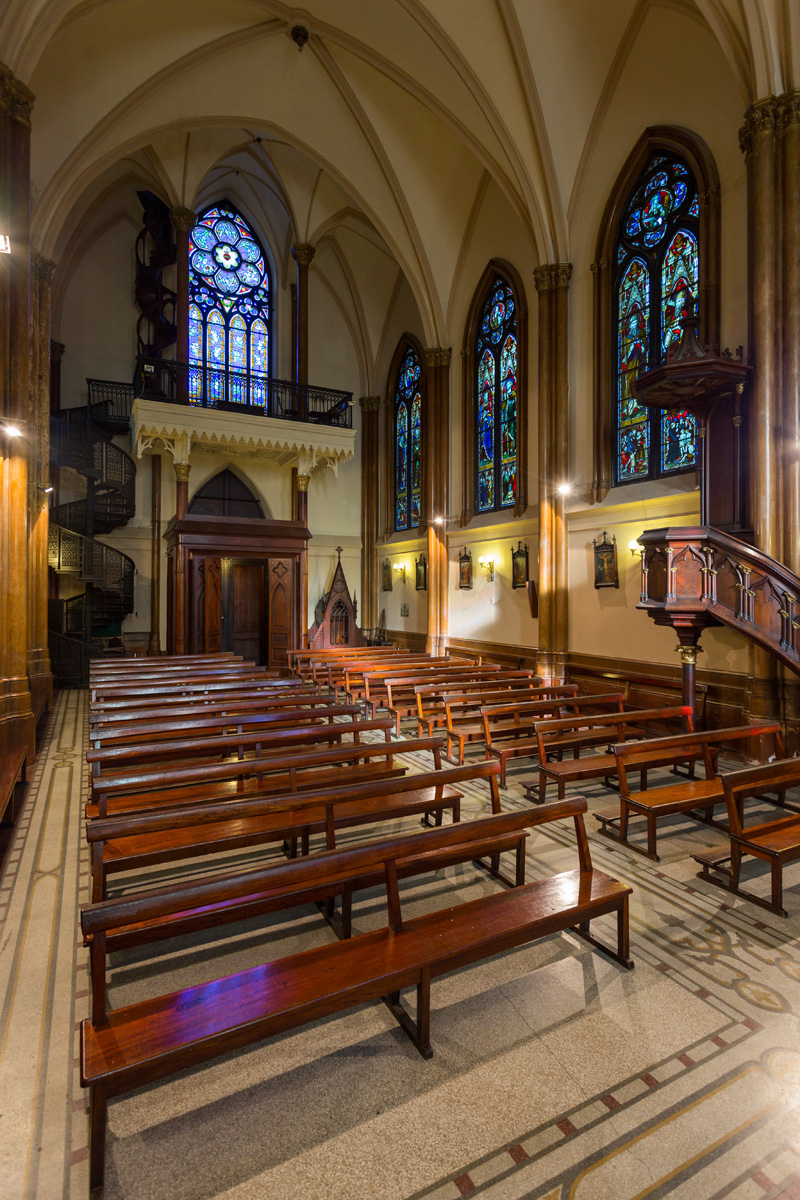
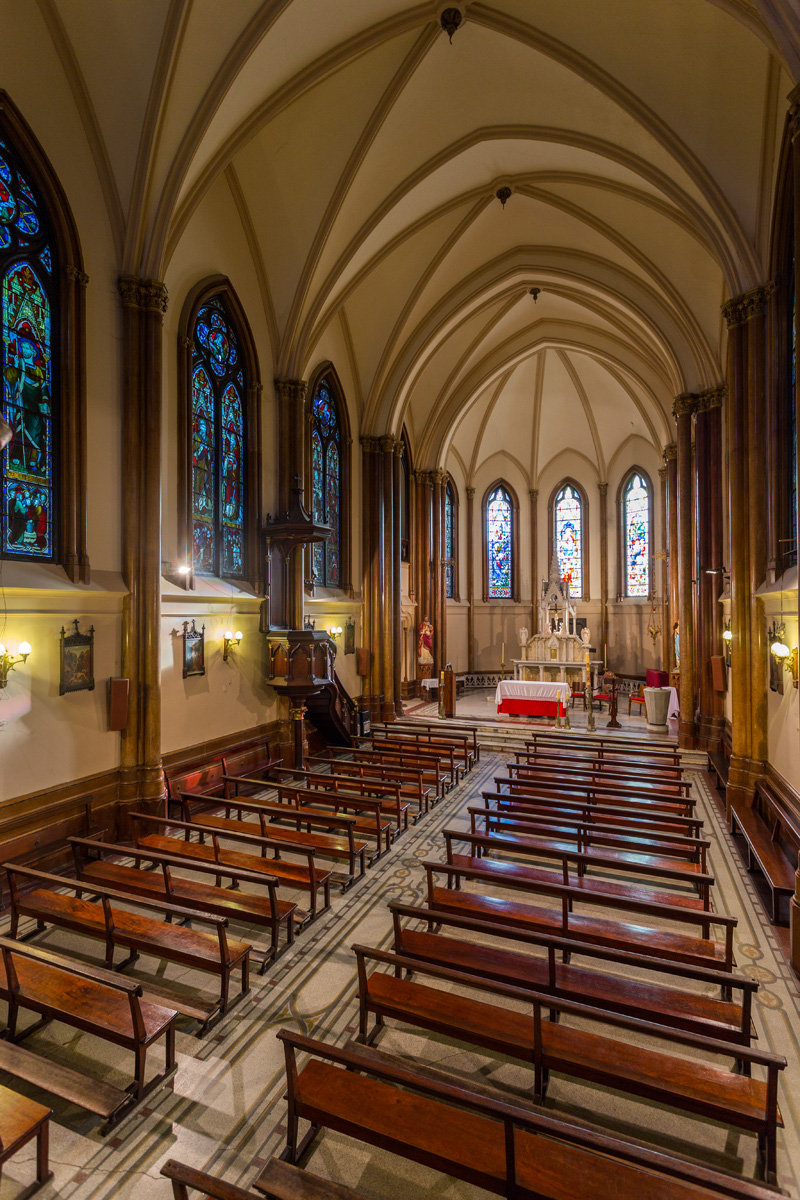